# Morte di Lucrezia (Rustici)
Il dipinto dal titolo Morte di Lucrezia è opera del pittore senese Francesco Rustici (Siena, 1592 – 1625), detto il Rustichino per distinguerlo dal padre che veniva chiamato il Rusticone.

## Descrizione
La granduchessa Maria Maddalena d'Austria, arrivata a Firenze nel 1616, trasformò la Villa Medicea del Poggio Imperiale, ingrandendola, rinnovandone le decorazioni e dotandola di un parco più ampio. L'interno accolse anche un ciclo di grandi dipinti, con le storie di mitiche eroine dell'antichità: Massinissa e Sofonisba di Rutilio Manetti, Artemisia di Francesco Curradi, Semiramide di Matteo Rosselli e Morte di Lucrezia di Rustici. Il gruppo fu smembrato alla fine del Settecento. Copie seicentesche di questo ciclo si trovano a Firenze, a Palazzo Giugni.
Il quadro di Rustici coglie l'attimo in cui Lucrezia muore suicida, con un coltello piantato nel petto. Influenzato dal naturalismo caravaggesco, Rustici ha ricostruito questa scena drammatica che si svolge alla fioca luce di una candela - un gusto tipico caravaggesco, conosciuto come tenebrismo e che è presente in molti dipinti dell'epoca.
Lucrezia era la moglie di Lucio Tarquinio Collatino e divenne un mito, nella storia romana. La sua morte tragica per suicidio, dopo l'umiliazione di essere stata violata, portò come conseguenza la cacciata dell'ultimo re di Roma Tarquinio il Superbo, così come ha raccontato Tito Livio. Lucrezia è compresa tra le donne celebri, nell'opera di Giovanni Boccaccio De mulieribus claris.

### Esposizioni
- Caravaggio e i Caravaggeschi nelle Gallerie di Firenze, Firenze, 1970
- Gherardo delle Notti: quadri bizzarrissimi e cene allegre, Firenze, 2015